# Кизилата
Кизилата́ (каз. Қызылата) — село у складі Казигуртського району Туркестанської області Казахстану. Входить до складу сільського округу Сабира Рахімова.
Населення — 755 осіб (2021; 599 у 2009, 549 у 1999, 589 у 1989).